# NGC 7774
NGC 7774 је елиптична галаксија у сазвежђу Пегаз која се налази на NGC листи објеката дубоког неба.
Деклинација објекта је + 11° 28' 13" а ректасцензија 23h 52m 10,6s. Привидна величина (магнитуда) објекта NGC 7774 износи 13,2 а фотографска магнитуда 14,2. NGC 7774 је још познат и под ознакама UGC 12819, MCG 2-60-22, CGCG 432-37, KCPG 594A, PGC 72679.